# کلاوی بیتنر
کلاوی بیتنر (انگلیسی: Klaus Bittner؛ زادهٔ ۲۳ اکتبر ۱۹۳۸) قایقران روئینگ اهل آلمان بود.
وی در مسابقات کشوری و بین‌المللی در مجموع برندهٔ ۵ مدال طلا، ۱ مدال نقره شده‌است.